# Escobas
Escobas är en ort i Mexiko.   Den ligger i kommunen Centla och delstaten Tabasco, i den sydöstra delen av landet, 700 km öster om huvudstaden Mexico City. Escobas ligger 5 meter över havet och antalet invånare är 412.
Terrängen runt Escobas är mycket platt. Runt Escobas är det ganska tätbefolkat, med 67 invånare per kvadratkilometer. Närmaste större samhälle är Buena Vista 1ra. Sección, 6,8 km sydväst om Escobas. Trakten runt Escobas består till största delen av jordbruksmark.